# 和平紀念碑 (香港)
和平紀念碑（英語：The Cenotaph）是香港一座紀念碑，位於香港中環遮打道，於1923年5月25日豎立，由當時的香港總督司徒拔爵士揭幕，原為紀念於第一次世界大戰殉職的軍人而建；第二次世界大戰後，紀念碑也用作紀念在二次大戰中殉職的軍人，後來擴展至在香港保衛戰中的所有死難者。和平紀念碑於2013年列入香港法定古蹟。

## 設計及歷史

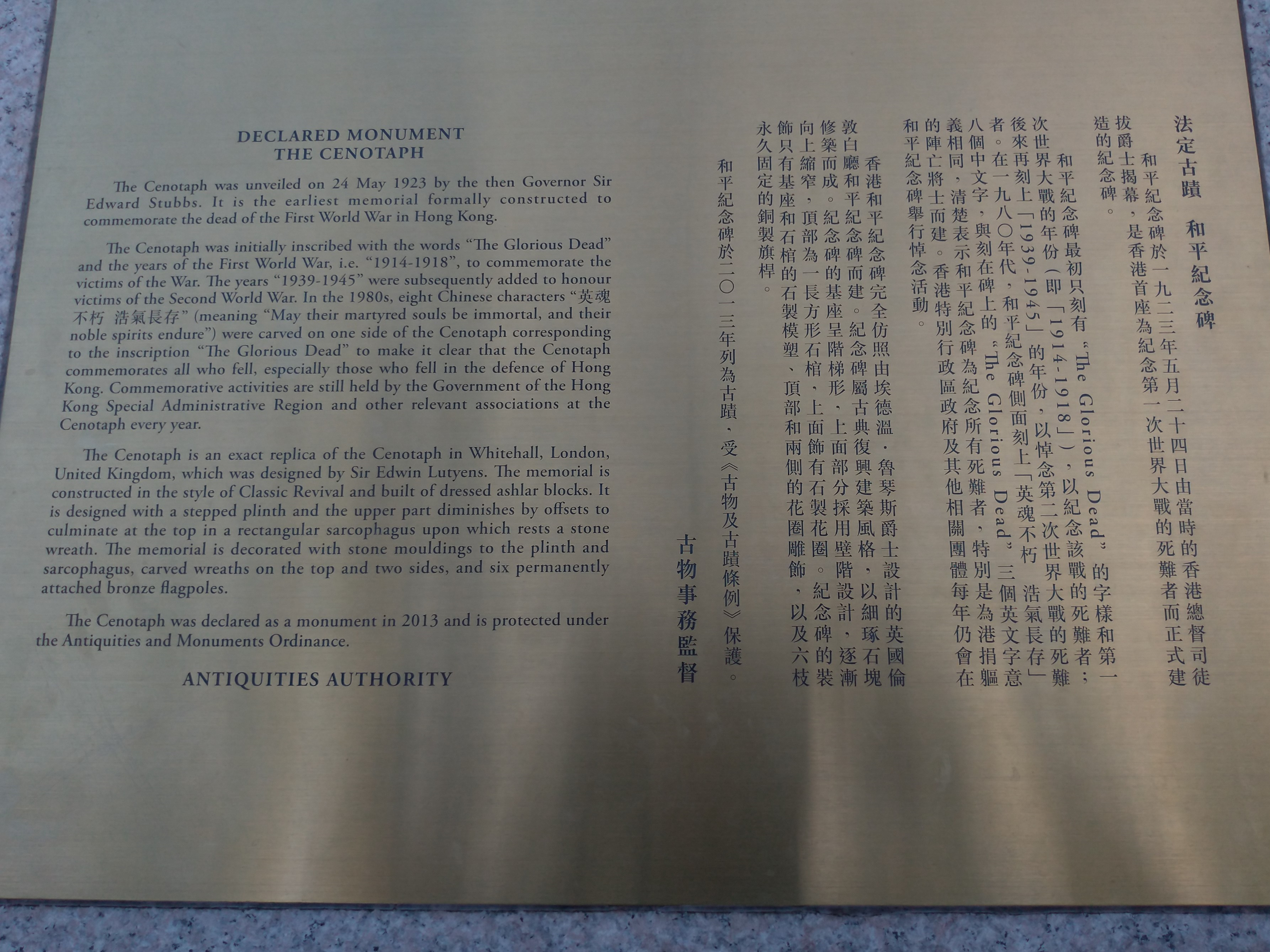
和平紀念碑的法定古蹟資訊板

和平紀念碑於1923年5月25日下午5點半由當時港督司徒拔揭幕。和平紀念碑仿傚自1920年建成，由埃德溫·魯琴斯爵士設計的倫敦白廳和平紀念碑，而百慕達及奧克蘭的同類紀念碑亦採用同樣設計。
和平紀念碑原先是為紀念第一次世界大戰的死難者而建，最初只刻上英文「The Glorious Dead」（意即光榮殉難者）字樣及一戰年份「1914-1918」，其後為紀念第二次世界大戰的死難者，加刻「1939-1945」的年份，直到1981年紀念碑側面加刻「英魂不朽　浩氣長存」八個中文字，以表示和平紀念碑為紀念所有死難者，特別是為港捐軀的陣亡將士而建。石碑上方刻有「MCMXIX」羅馬數字，代表1919年——《凡爾賽和約》簽訂的年份。
和平紀念碑屬於古典復興建築風格，外觀設計勻稱，位於階式長方形花崗石地台中央位置，經由四條呈十字形的行人徑到達，四周為平時封閉的草坪，突顯紀念碑的莊嚴肅穆。紀念碑的基座呈階梯形，上面部分採用壁階設計，逐漸向上縮窄，頂部為一長方形石棺，上面飾有石製花圈。和平紀念碑是香港唯一正式為紀念第一次世界大戰死難者而建的紀念碑，至今仍然保留原貌。
2013年11月22日，古物事務監督根據《古物及古蹟條例》將和平紀念碑列為法定古蹟。

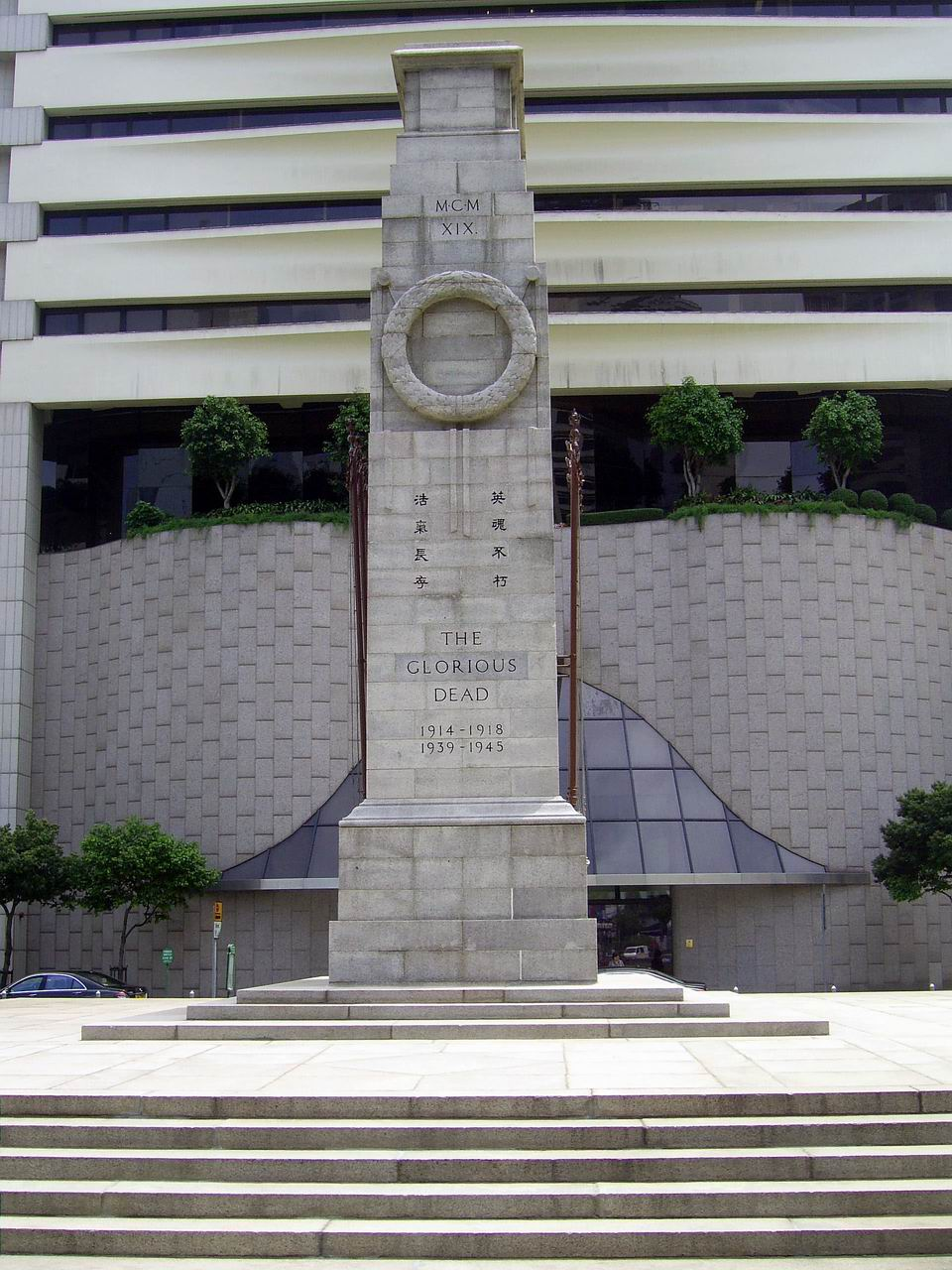
香港和平紀念碑側面
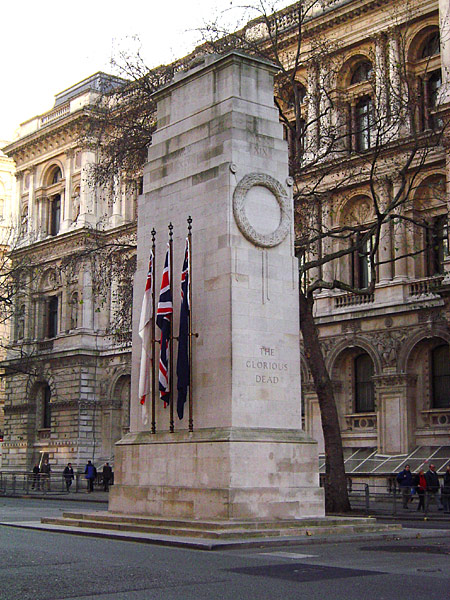
倫敦白廳的和平紀念碑
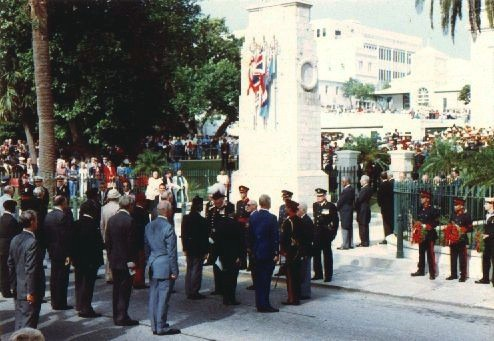
百慕達的和平紀念碑
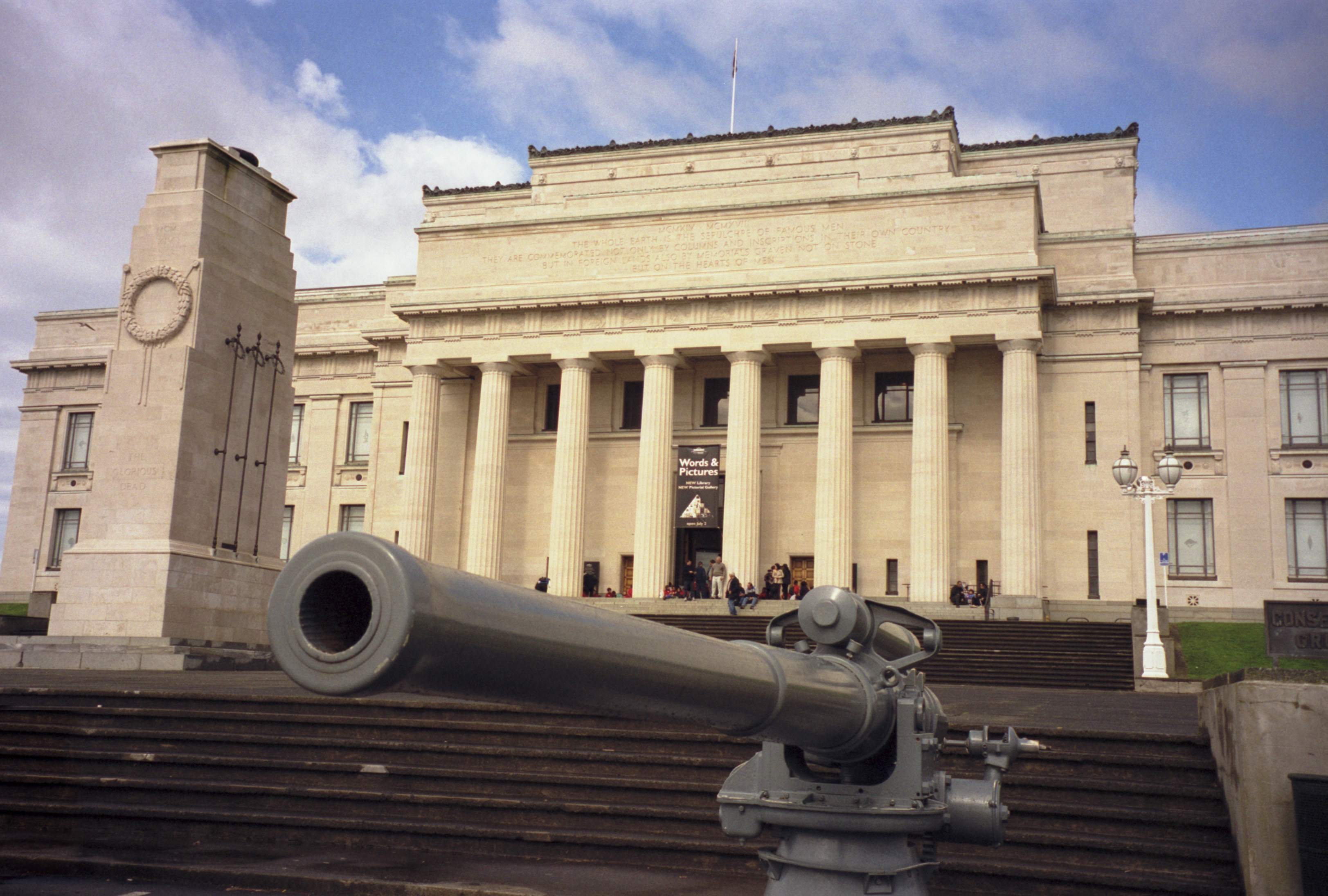
新西蘭奧克蘭的和平紀念碑

## 紀念活動

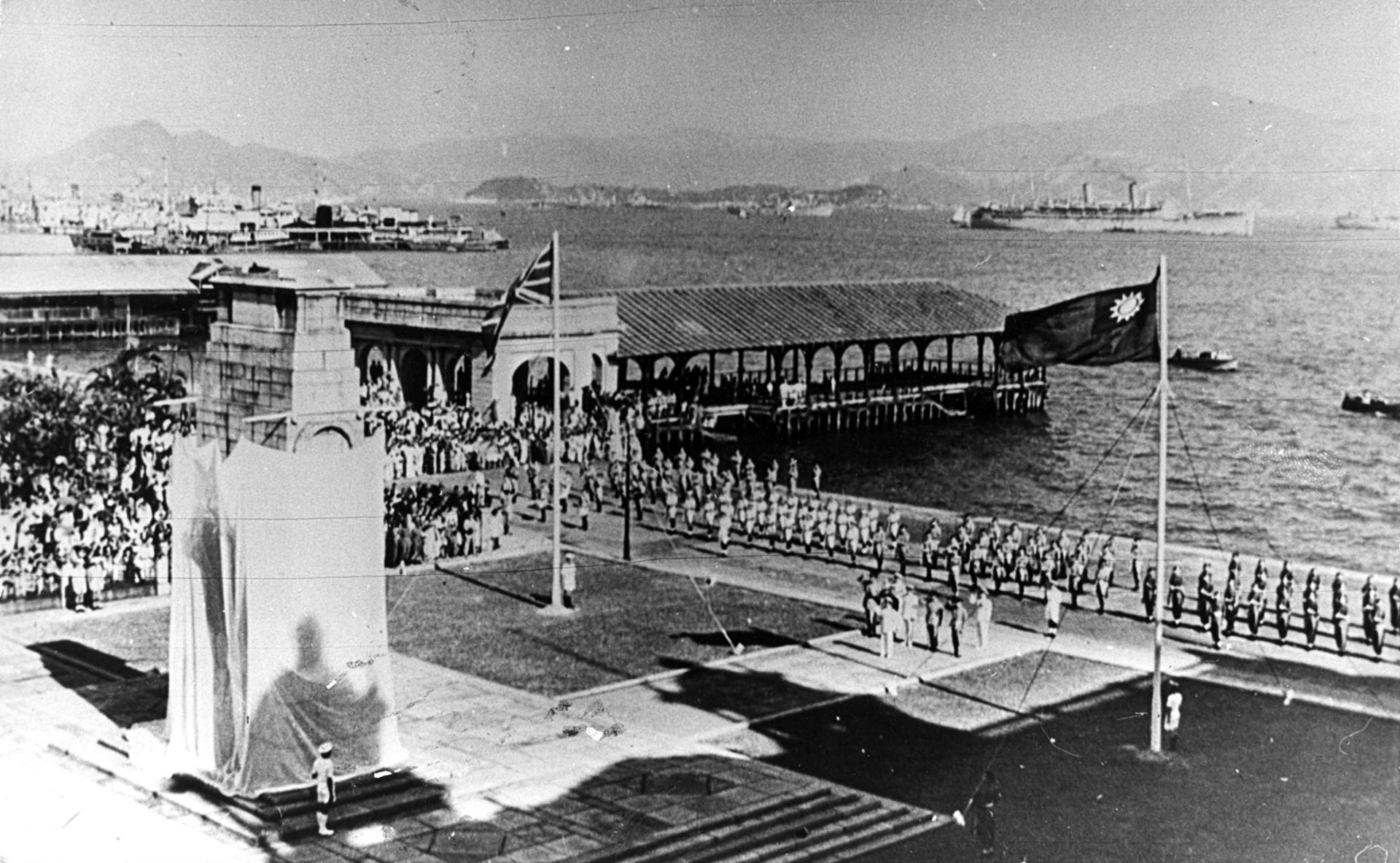
1945年9月，英國皇家海軍夏愨少將舉行接受日軍投降儀式後，英軍在和平紀念碑舉行閱兵儀式，中華民國國旗及英國國旗同場升起。

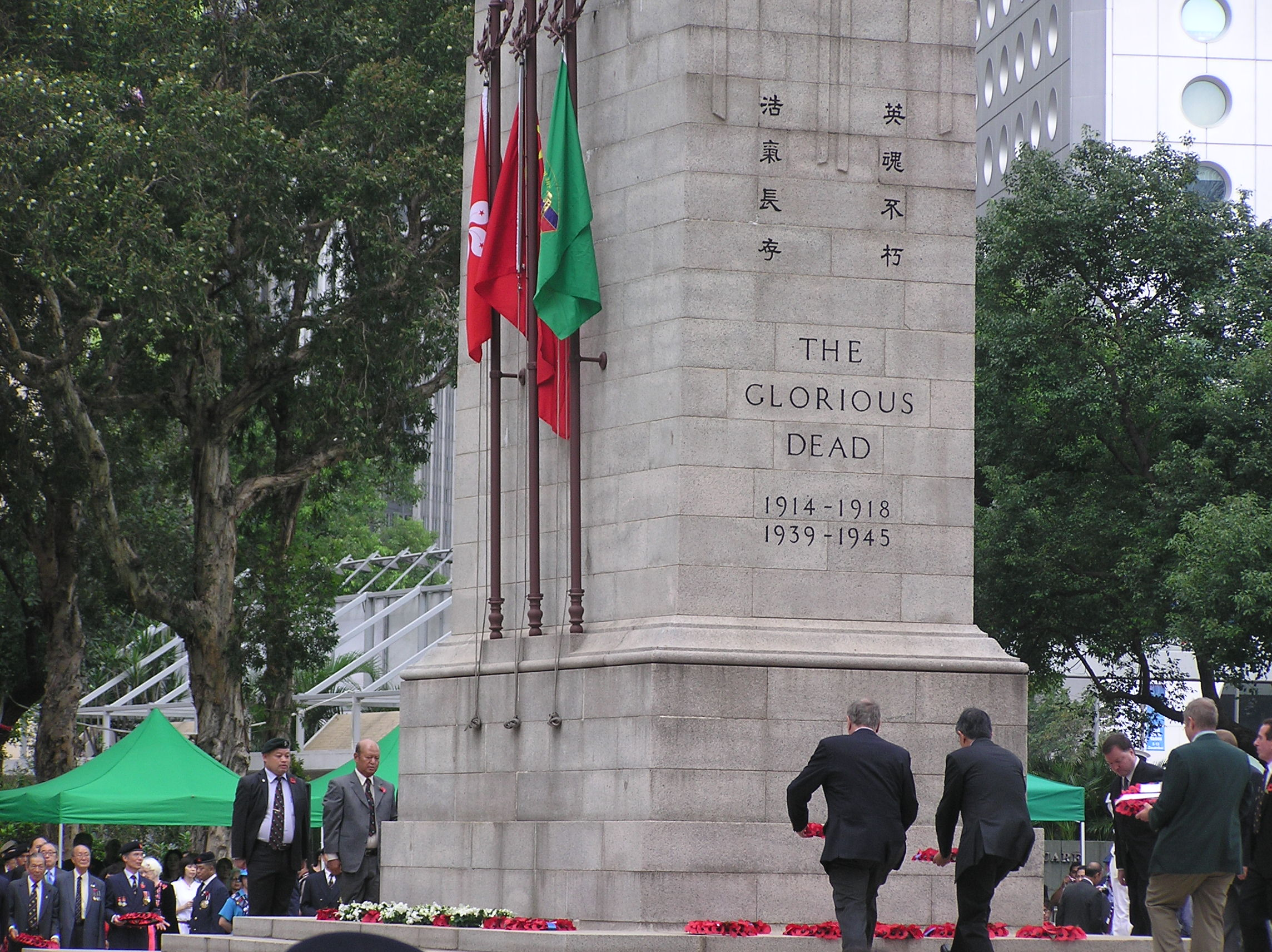
在和平紀念日悼念儀式中，參與者在和平紀念碑獻上國殤罌粟花花圈花圈悼念兩次大戰及香港保衛戰中的死難者。

在第二次世界大戰前，政府將每年的11月11日訂為和平紀念日（即《康邊停戰協定》簽訂日），港督與香港政府高級官員每年均出席大型悼念及閱兵儀式。1945年香港重光後，香港政府把「和平紀念日」訂於每年11月第二個星期日，1946年起將8月30日另訂為重光紀念日，以紀念英國在二次大戰後正式重新管治香港，當天更列為公眾假期。
1968年起，重光紀念日改為8月的最後一個星期一，香港主權移交後易名為抗日戰爭勝利紀念日，日期改為8月15日，即日本宣佈無條件投降的日子。1998年後由於特區政府將佛誕列為公眾假期，抗日戰爭勝利紀念日不再是公眾假期，但每年的兩個紀念日仍會在和平紀念碑進行紀念活動。
以往香港每年均在「和平紀念日」在香港動植物公園、皇后像廣場及聖約翰座堂三處舉行紀念儀式，但1981年起合併為每年一次在和平紀念碑進行官方儀式，以悼念兩次大戰的死難者。1998年起，官方紀念儀式改於每年重陽節在香港大會堂紀念龕舉行，由行政長官及高級官員出席。至於香港退伍軍人聯會、香港前戰俘協會、香港義勇軍協會等團體，則繼續在和平紀念碑舉行悼念儀式。近年形式由風笛手奏樂帶領青少年制服團體進場，號角手在香港會所大廈面向和平紀念碑的露台上，吹奏軍樂《最後崗位》，全場默哀兩分鐘。其後，政務司司長代表香港特區政府致上花圈，悼念為保衛香港犧牲的英魂。其後先後為保安局局長、立法會議員代表、退伍軍人代表、制服團體代表等，步往紀念碑前致送花圈。紀念碑台階四角由儀杖隊站崗，並低頭垂下步槍以示哀悼。出席的嘉賓都會佩戴紅色虞美人花，代表紀念陣亡將士。
自2023年起，儀式全面採用中式步操，取代過往百年之英式步操。

## 升旗儀式

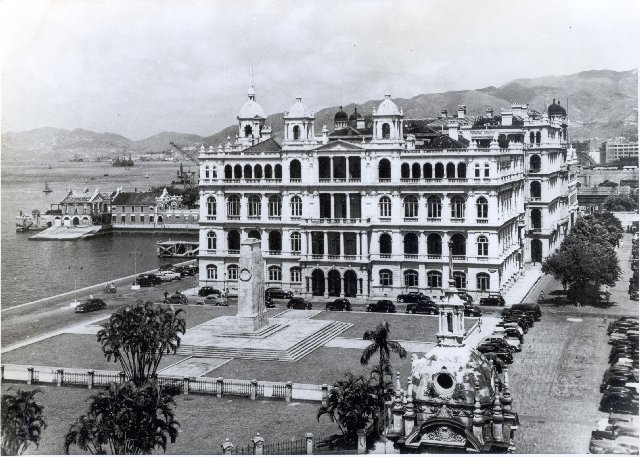
和平紀念碑及廣場，後方建築物是1897年落成的香港會（攝於1928年）

在香港主權移交前，香港軍事服務團每日分別在早上8時及下午6時於和平紀念碑舉行升旗及降旗儀式。1997年，升降旗的任務改由英軍黑衛士兵團（Black Watch）負責。
升旗儀式由三名旗手執行，旗手首先會在紀念碑向立法局大樓一面由左至右升起英國皇家空軍軍旗，英國國旗及英國紅船旗；然後走到紀念碑向香港大會堂高座一面，由左至右升起英國皇家海軍軍旗，英國國旗及英國藍船旗，這樣的排列是與白廳的和平紀念碑一致。
1997年4月24日，一名黑衛士兵團士兵執行降旗任務時，一陣大風掀起了他的蘇格蘭裙，被在場的媒體拍攝到他沒有穿著內褲。事實上，英軍軍團並沒有對穿著內褲的嚴格規定，而傳統上穿著蘇格蘭裙是不需穿上內褲的。陳果的香港電影《去年煙花特別多》更以此作為影片結幕。
香港主權移交後，官方每日的升降旗儀式改於金紫荊廣場舉行，由香港警察儀仗隊執行。

## 其他
2019年，於香港K11 MUSEA LEGO超級室內遊樂場中亦有放置多個以LEGO砌出的香港地標，包括和平紀念碑。

#### 香港其他戰爭紀念設施
- 忠靈塔（ 已於1947年被港英政府炸毀 ）
- 西灣國殤紀念墳場
- 赤柱軍人墳場
- 香港動植物公園：一戰及二戰同盟國戰時華人殉難者紀念牌坊
- 香港大會堂紀念花園
- 香港海防博物館
- 深水埗公園：深水埗戰俘營紀念碑及軍營界石
- 香港公園：奧斯本紀念銅像
- 烏蛟騰抗日英烈紀念碑
- 聖約翰救傷隊烈士紀念碑

#### 其他地方的和平紀念碑
- 和平紀念碑 (倫敦)
- 和平紀念碑 (多倫多)

## 外部連結
- 主權移交前和平紀念碑升旗儀式的照片
- 黑衛士兵團士兵執行降旗任務的「走光」照片

22°16′53.57″N 114°09′38.24″E / 22.2815472°N 114.1606222°E